# Un monsieur de compagnie
Pour plus de détails, voir Fiche technique et Distribution.
Un monsieur de compagnie est un film franco-italien réalisé par Philippe de Broca et sorti en 1964.

## Synopsis
Antoine a été élevé par son très riche grand-père chatelain  dans le culte du moindre effort. À la mort de ce dernier, la fortune a fondu. Antoine utilise alors son charme pour vivre aux crochets de riches personnes,  souvent  en séduisant  leurs femmes. Ses aventures l’emmènent de Paris à Rome, puis Londres et à nouveau Paris, et enfin... à  Argenteuil.  Mais  il refuse toujours de  travailler,  jusqu'au  jour où  il  croise une jolie inconnue (Catherine Deneuve),  dont il tombe amoureux, et qui l’invite à déjeuner chez ses parents... à Argenteuil.  Il finit par l’épouser et va travailler en usine pour nourrir sa famille... a moins qu'il  n’ait rêvé toutes ces aventures !

## Fiche technique
- Titre : Un monsieur de compagnie
- Réalisation : Philippe de Broca
- Scénario : Philippe de Broca d'après le roman éponyme d'André Couteaux
- Dialogues : Philippe de Broca, Henri Lanoë
- Décors : Pierre Duquesne
- Costumes : Jacqueline Moreau
- Photographie : Raoul Coutard
- Son : Jacques Carrère
- Montage : Françoise Javet
- Musique : Georges Delerue
- Production : Julien Derode
- Directeur de production : Jean-Paul Delamotte
- Sociétés de production : 
  -  Productions et Éditions Cinématographiques Françaises, Les Films du Siècle
  -  Ultra Film
- Société de distribution : Fox France
- Pays de production :  France,  Italie
- Langue originale : français
- Format : Couleurs (Eastmancolor) - 35mm - 1,66:1 - Son monophonique
- Durée : 94 minutes
- Date de sortie :
  - France : 4 novembre 1964
- Affiche : Raymond Elseviers (Belgique)

## Distribution
- Jean-Pierre Cassel : Antoine Mirliflor
- Catherine Deneuve : Isabelle
- Jean-Claude Brialy : Le prince
- Marcel Dalio : Socratès
- Jean-Pierre Marielle : Balthazar
- Annie Girardot : Clara
- Valérie Lagrange : Louisette
- Rosy Varte : La mère d'Isabelle
- André Luguet : Le grand-père
- Irina Demick : Nicole
- Sandra Milo : Maria
- Adolfo Celi : Benvenuto
- Mino Doro : Professeur Gaetano
- Régine : elle-même
- Robert Blome : le serviteur du prince
- Sacha Briquet : le fondé de pouvoir
- Memmo Carotenuto : l'agent à Rome
- Philippe Castelli : l'homme qui paie Balthazar
- Irène Chabrier : Ernestine
- Marcel Charvey : le mari trompé
- Louise Chevalier : la concierge
- Hubert Deschamps : le curé
- Rosemarie Dexter : l'étudiante
- Giustino Durano : le boulanger
- Jacques Dynam : le père d'Isabelle
- Geneviève Fontanel : l'amie de Socratès
- Jacqueline Jefford : l'Américaine au Sacré-Cœur
- Christian Lude : le notaire
- Albert Michel : M. Leroux
- Bernard Musson : le concierge
- Jess Hahn : le touriste
- Renée Passeur : la patronne
- Jacques Préboist : l'employé de la gare
- Gamil Ratib : le maharadjah
- Jean Sylvain : l'antiquaire
- Roger Féral : son propre rôle
- Roger Lecuyer